# Lampang
Lampang, parfois nommée Nakhon Lampang (thaï นครลำปาง), est une ville de la région Nord de la Thaïlande, capitale de la province de Lampang. Elle se trouve à une centaine de km au sud-est de Chiang Mai.

## Géographie et climat
Lampang se situe dans la vallée de la Wang, entre la chaîne de Khuntan Range à l'ouest et celle de Pi-Pan-Num à l'est. La rivière (principal affluent de la Ping, qui se jette dans la Chao Phraya) traverse la ville.
Son climat est plus sec que celui des provinces voisines. « L'hiver » commence après les dernières pluies, d'habitude en novembre, et dure jusqu'en mars. La température nocturne y descend parfois en dessous de 10 °C. Les journées sont sèches, fraîches et ensoleillées, avec parfois un peu de brouillard nocturne. Depuis une période récente, le ciel y est souvent noirci par les fumées des cultures sur brûlis, ainsi que par les émissions de la centrale thermique de Mae Moh (opérée par EGAT, celle-ci consomme le lignite de la mine à ciel ouvert attenante et produit une bonne partie de l'électricité de la Thaïlande).
« L'été » dure de mars à juin, la température pouvant atteindre 40 °C en avril. En fin de journée les orages sont fréquents, avec parfois de la grêle.
La saison des pluies dure de juin à novembre. Les précipitations provoquent rarement les inondations dont souffrent parfois les provinces voisines.

## Histoire
Selon son mythe fondateur, Lampang remonterait à la période d'Hariphunchai (Dvaravati VIe – XIe siècle).

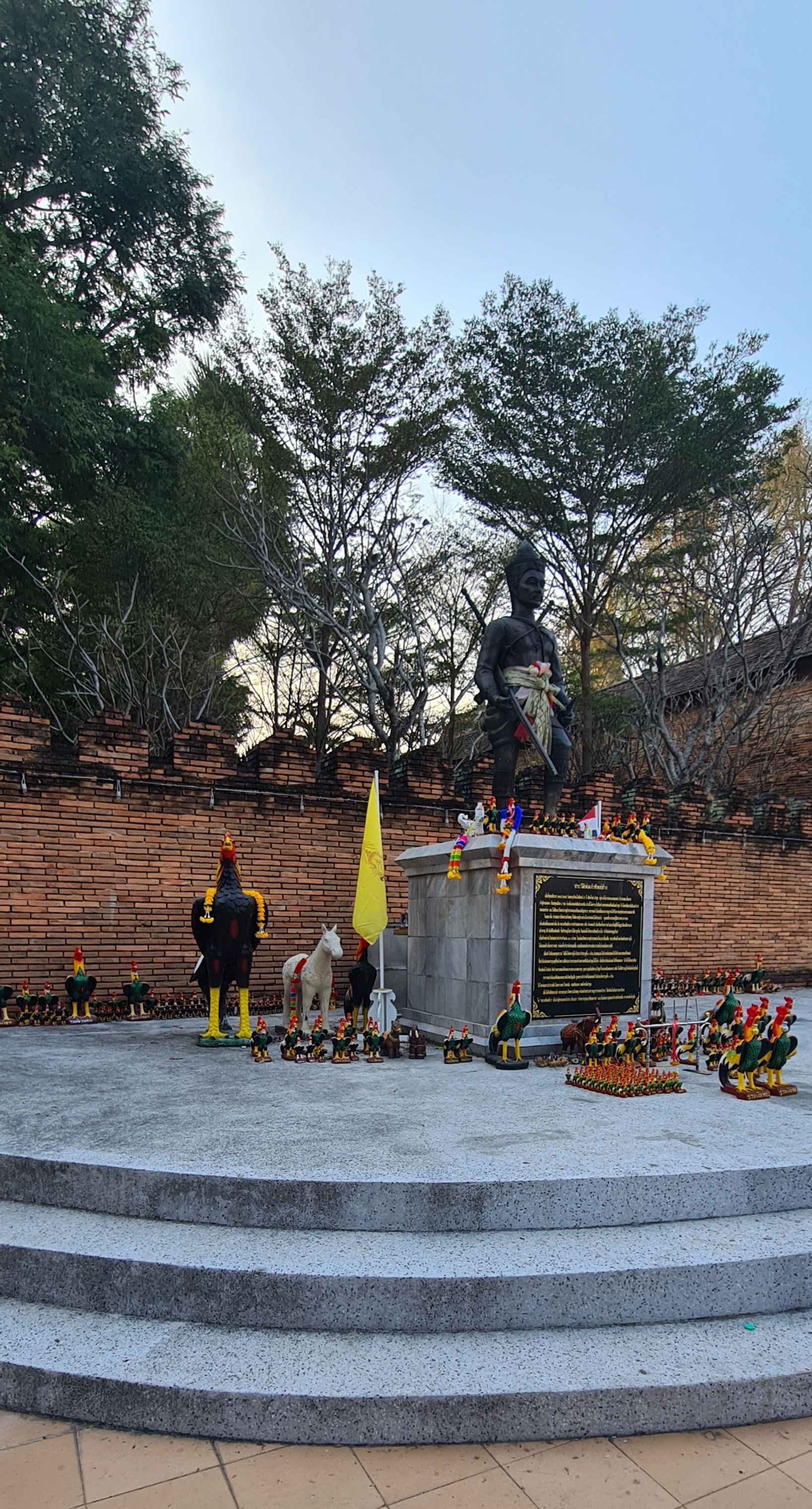
Statue de Thippachak (Thip Chang), héros local qui reprit les lieux aux birmans, aux abords de Wat Phra That Lampang Luang

Lampang fut ensuite, à partir du XIIIe siècle, une cité importante du royaume de Lanna. Son importance historique est cependant bien moindre que celle de Chiang Mai ou Chiang Rai, sièges du gouvernement dont l'histoire est amplement rapportée dans les chroniques.
Des décennies de guerre contre les Birmans de la dynastie Taungû et les Thaïs du royaume d'Ayutthaya aux XVII-XVIIIe siècles dépeuplèrent sévèrement la ville et toute la région.
Elle resta sous contrôle birman jusqu'à la fin du XVIIIe siècle lorsqu'un guerrier-tireur d'élite natif de la ville, Nan Thip Chang, assassina le dignitaire birman local au Wat Phra That Lampang Luang, provoquant la révolte qui conduisit à l'expulsion des Birmans du Lanna  en 1774.
Alliés à la dynastie Chakri, ses descendants, connus sous le nom de Chao Ched Ton (Les Sept Princes), gouvernèrent en vassaux les villes du Lanna jusqu'à leur annexion par le Siam sous le roi Chulalongkorn (Rama V).

## Transports
La ville est un centre ferroviaire et routier important.
Elle est reliée à Bangkok et Chiang Mai par le rail et par une autoroute à quatre voies. Une autre autoroute conduit à Phrae.

Train de nuit de la ligne Bangkok-Chiang Mai, 2023
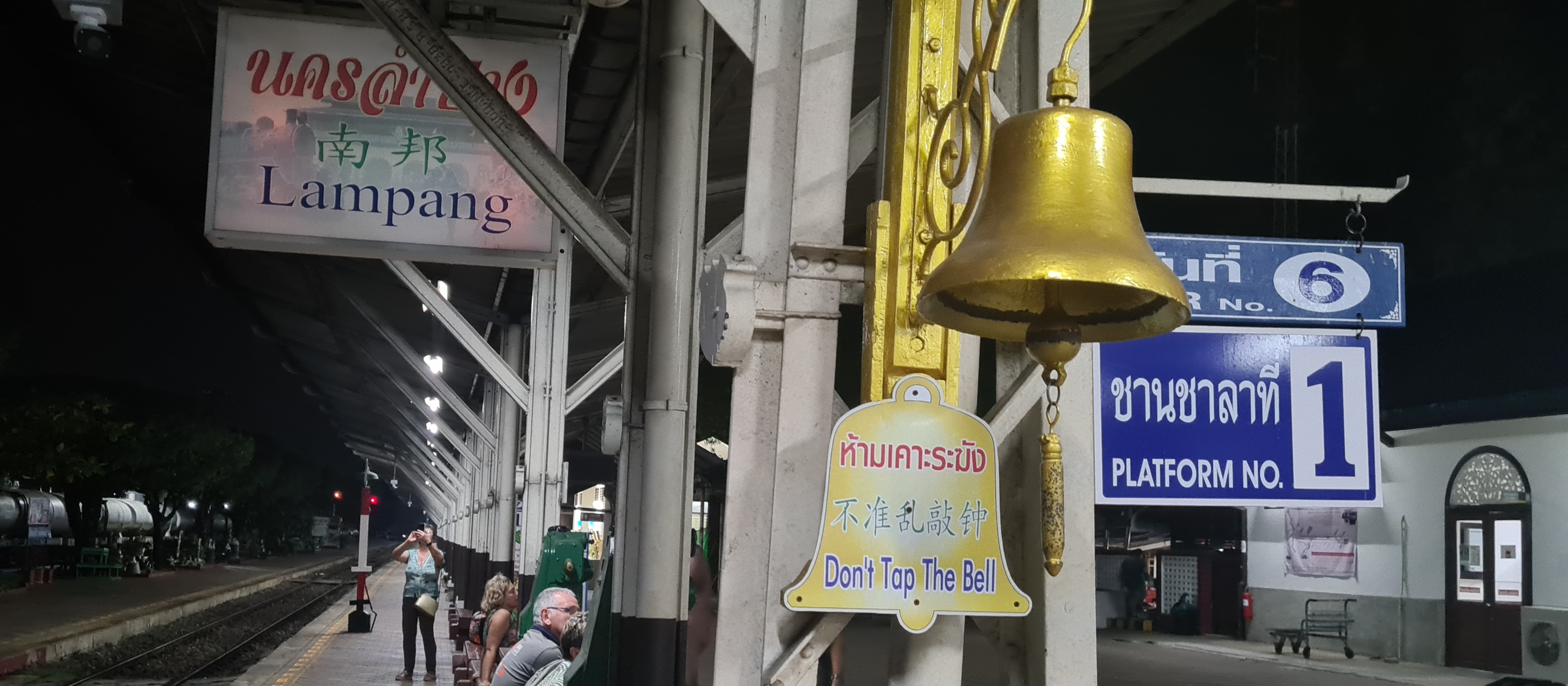
Quai de la gare de Lampang
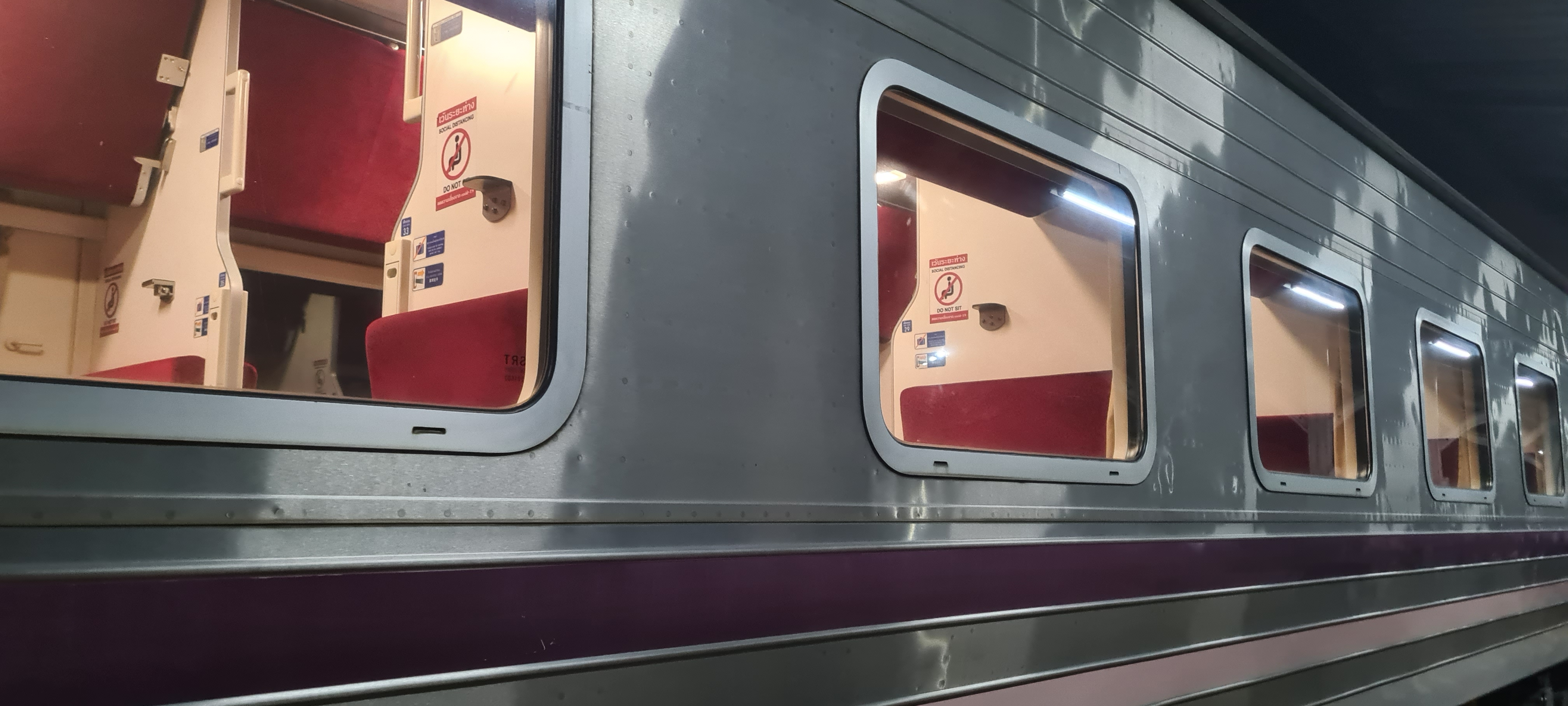
Train de nuit-couchettes vu de l'extérieur
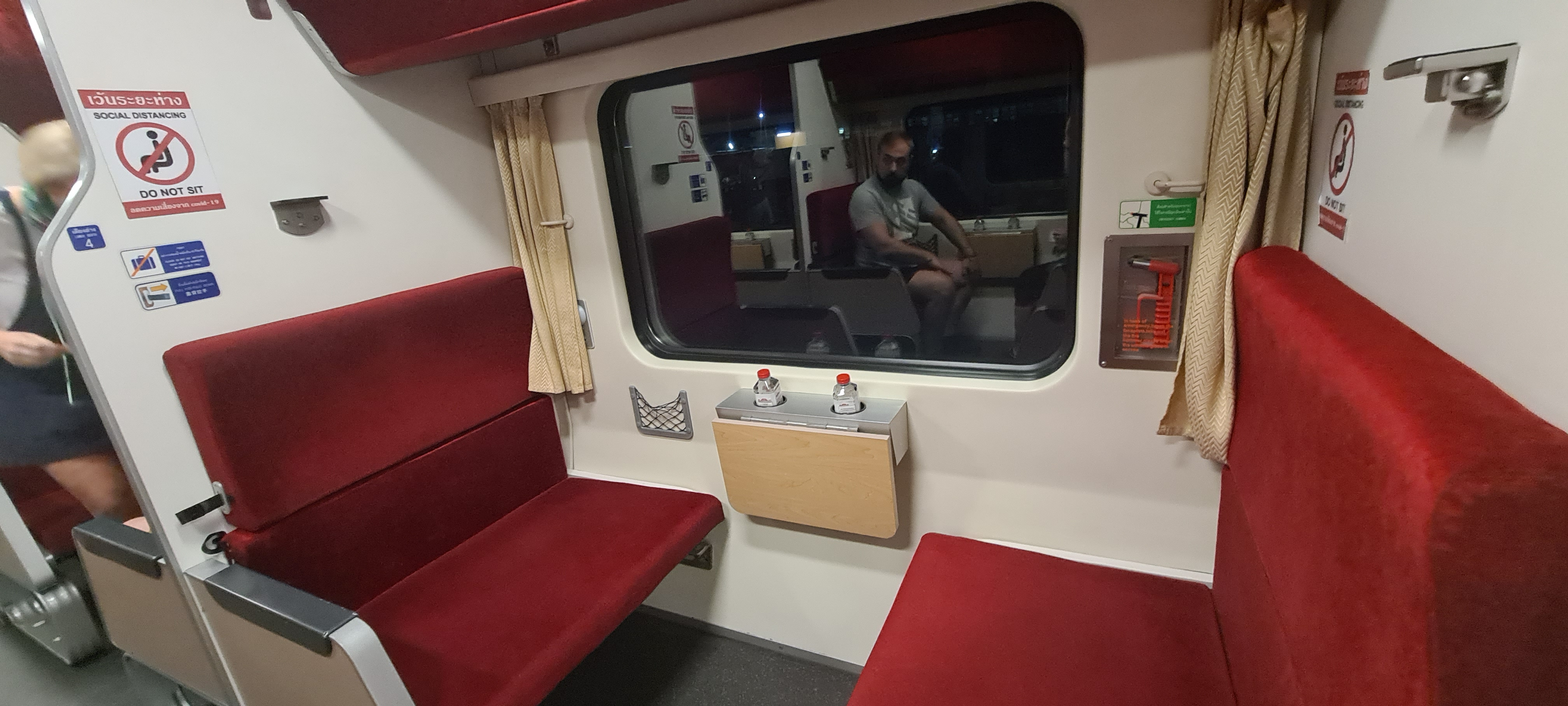
Train de nuit-couchettes vu de l'intérieur

L'aéroport de Lampang propose des vols pour Bangkok par Phitsanulok.

## Culture

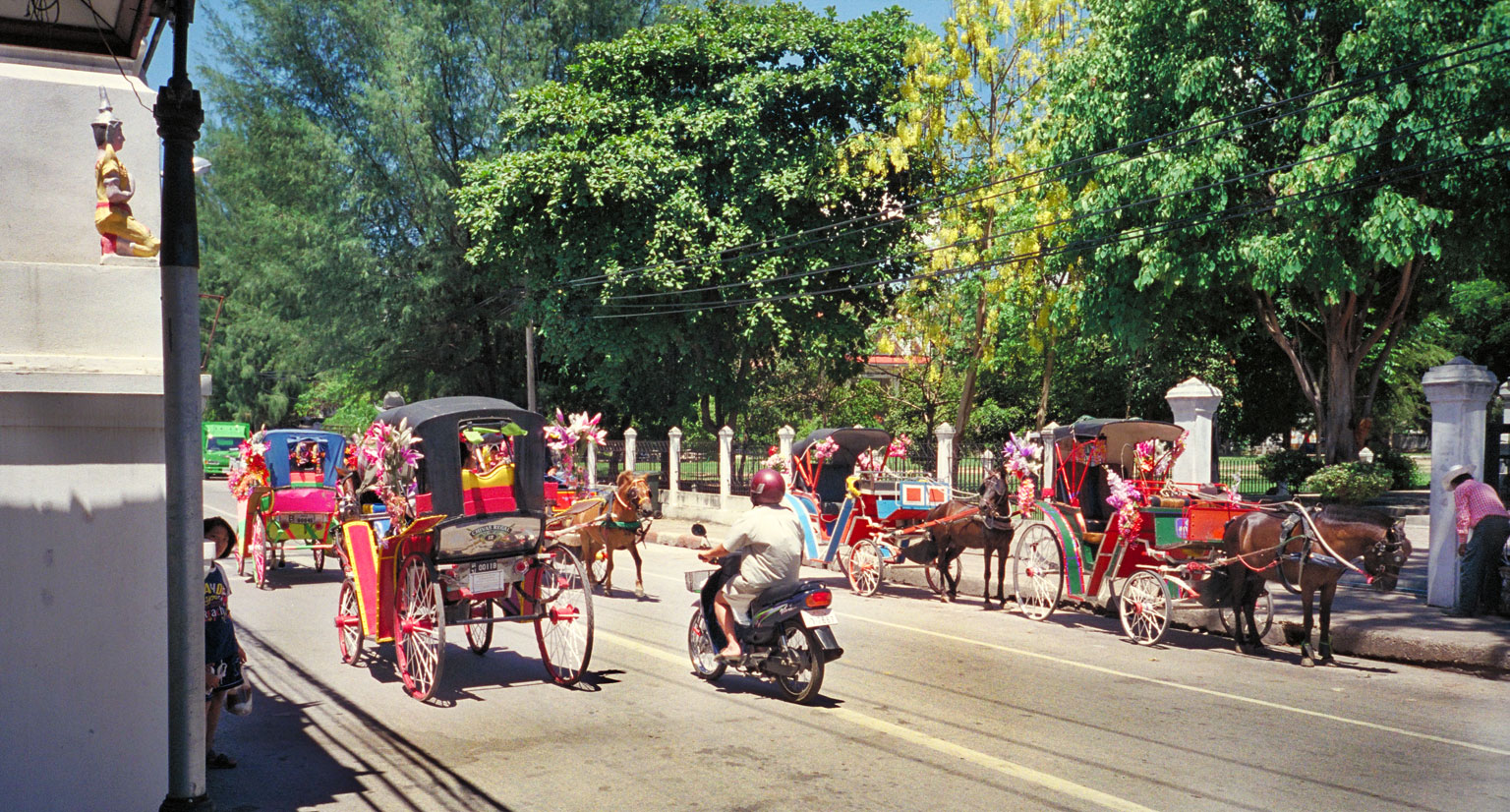
Voitures à cheval

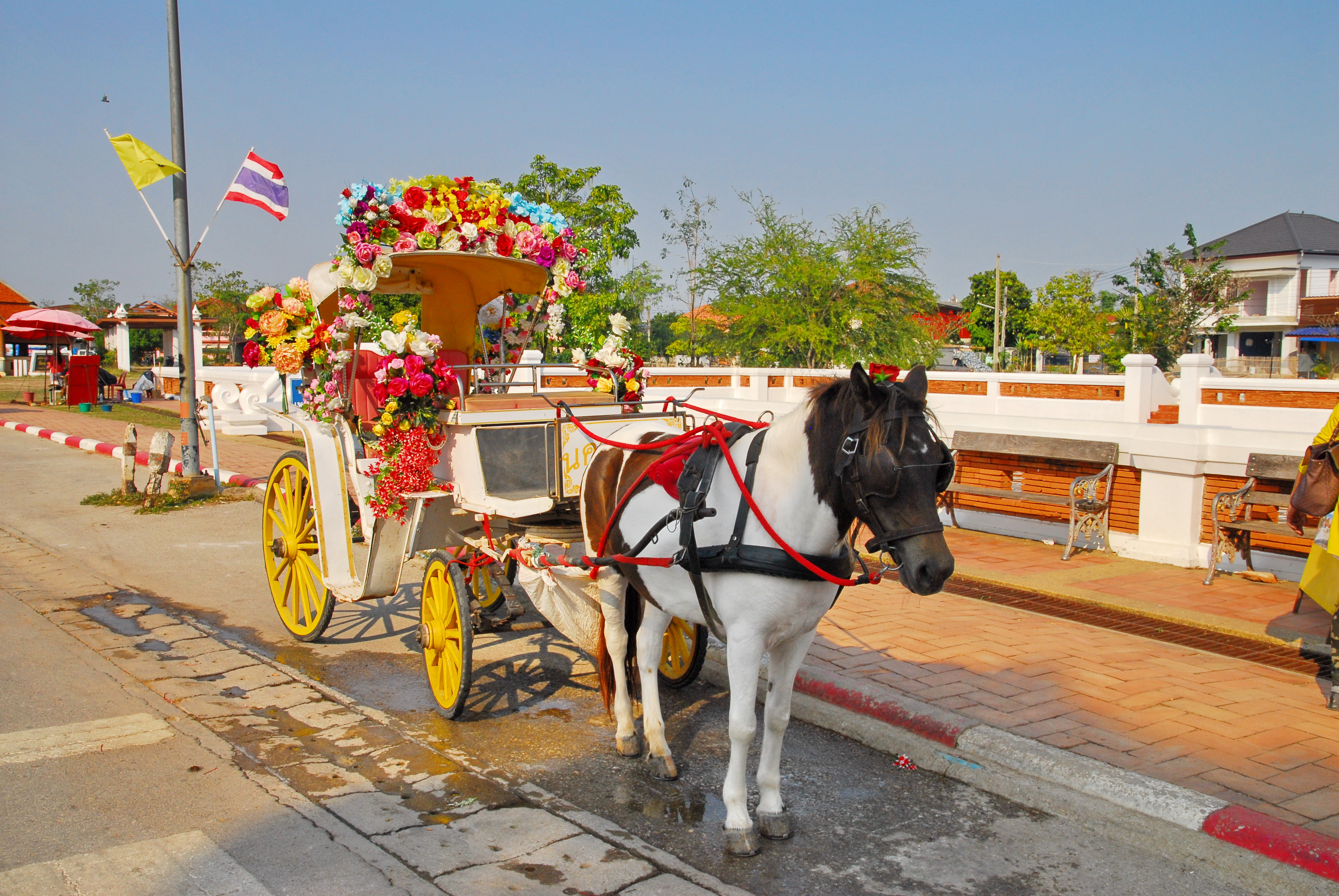
Petit cheval thaïlandais appelé poney thaïlandais

Lampang est aussi appelée en thaï meuang rot ma, ce qui signifie « ville des voitures à cheval ». Certains Thaïlandais la considèrent comme une des plus agréables du pays, encore épargnée par le tourisme de masse. Les touristes peuvent encore y être transportées en carriole,. Avec l'absence de gratte-ciel, cet élément permet à la ville de servir de cadre à de nombreux films historiques.
L'origine des voitures à cheval est attribuée à celles de la colonie portugaise de Macao, bien qu'il soit plus probable qu'elle remonte à l'influence birmane - Lampang était un centre important d'exportation du bois au début du XXe siècle et reçut beaucoup d'immigrants de la Birmanie, alors sous domination britannique (la ville birmane de Pyin U Lwin a également conservé cette tradition de voitures à cheval).

Calèches de Lampang
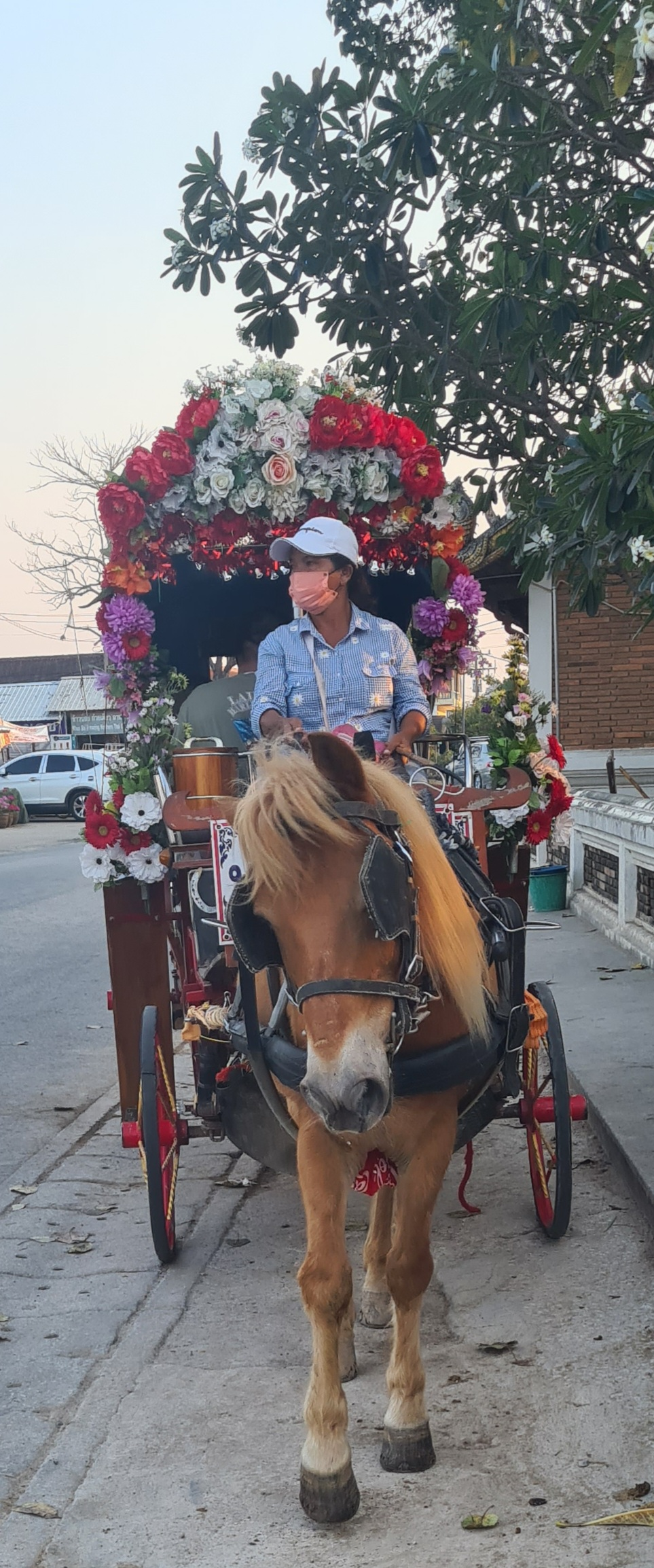
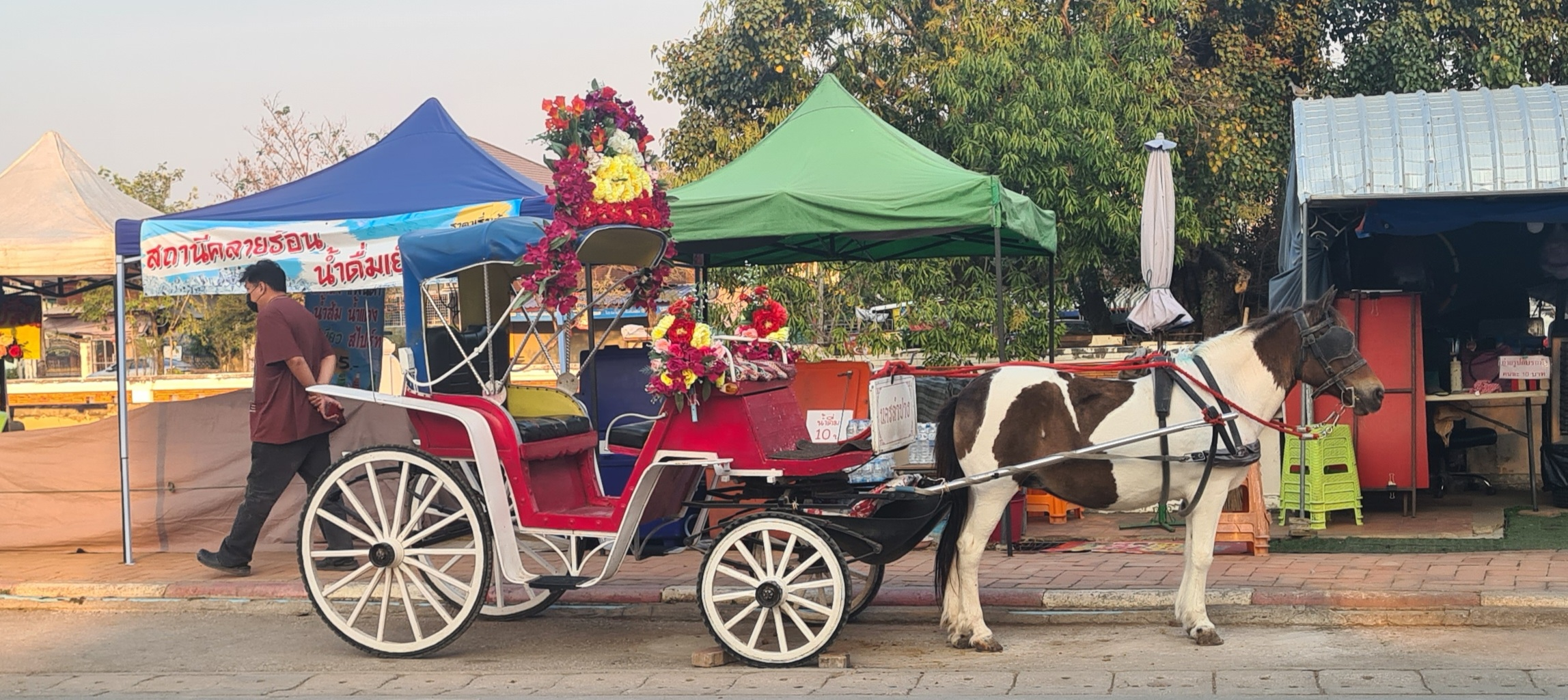
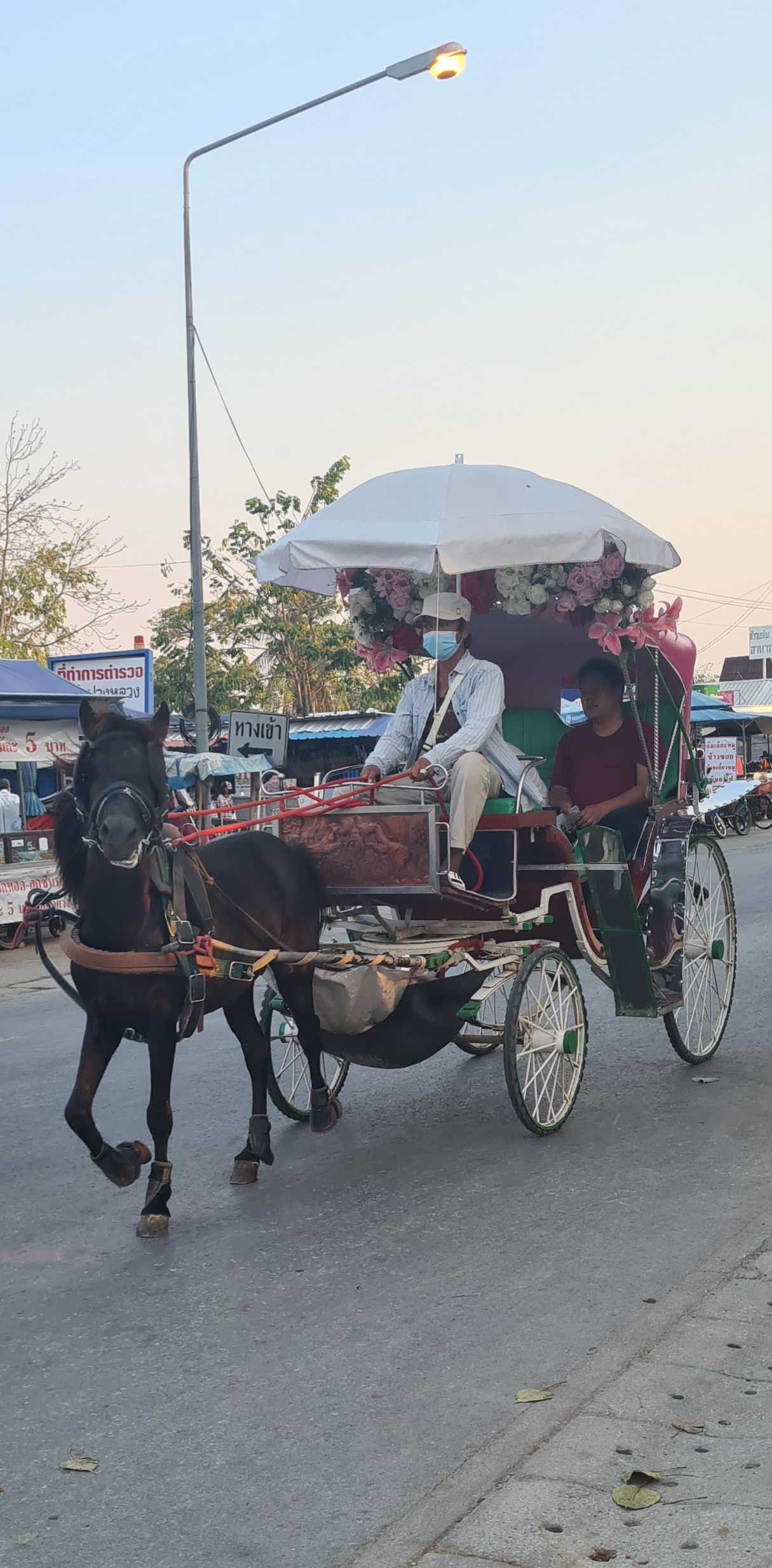

Lampang a quelques établissements d'enseignement supérieur, dont le Yonok College et une branche de l'Université Thammasat.

### Monuments
Un des points d'intérêt les plus connus est le Wat Phra That Lampang Luang.

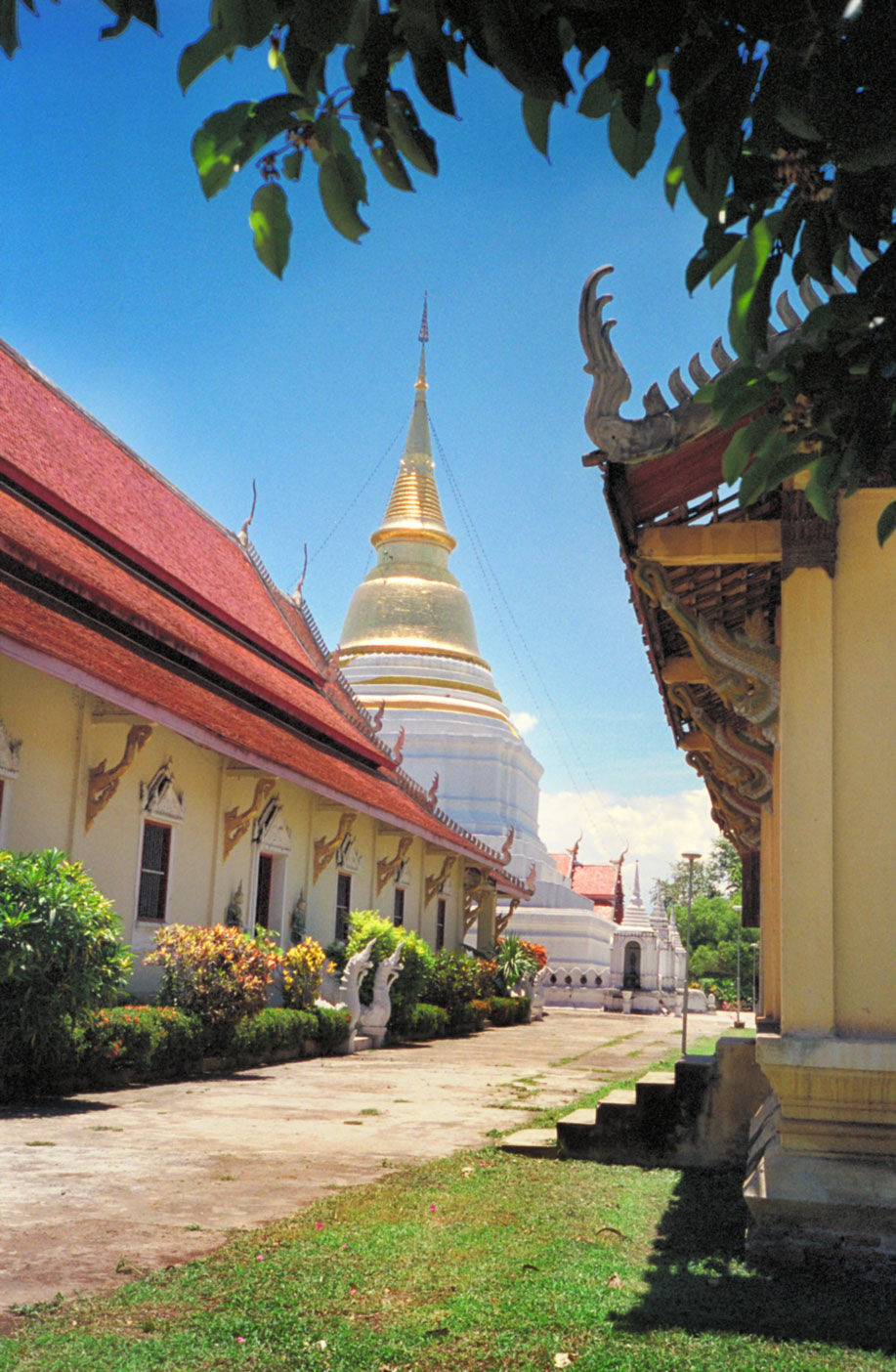
Wihan principal et Chedi principal du Wat Phra Kaeo Don Tao alignés sur un axe est-ouest

Wat Phra That Lampang Luang
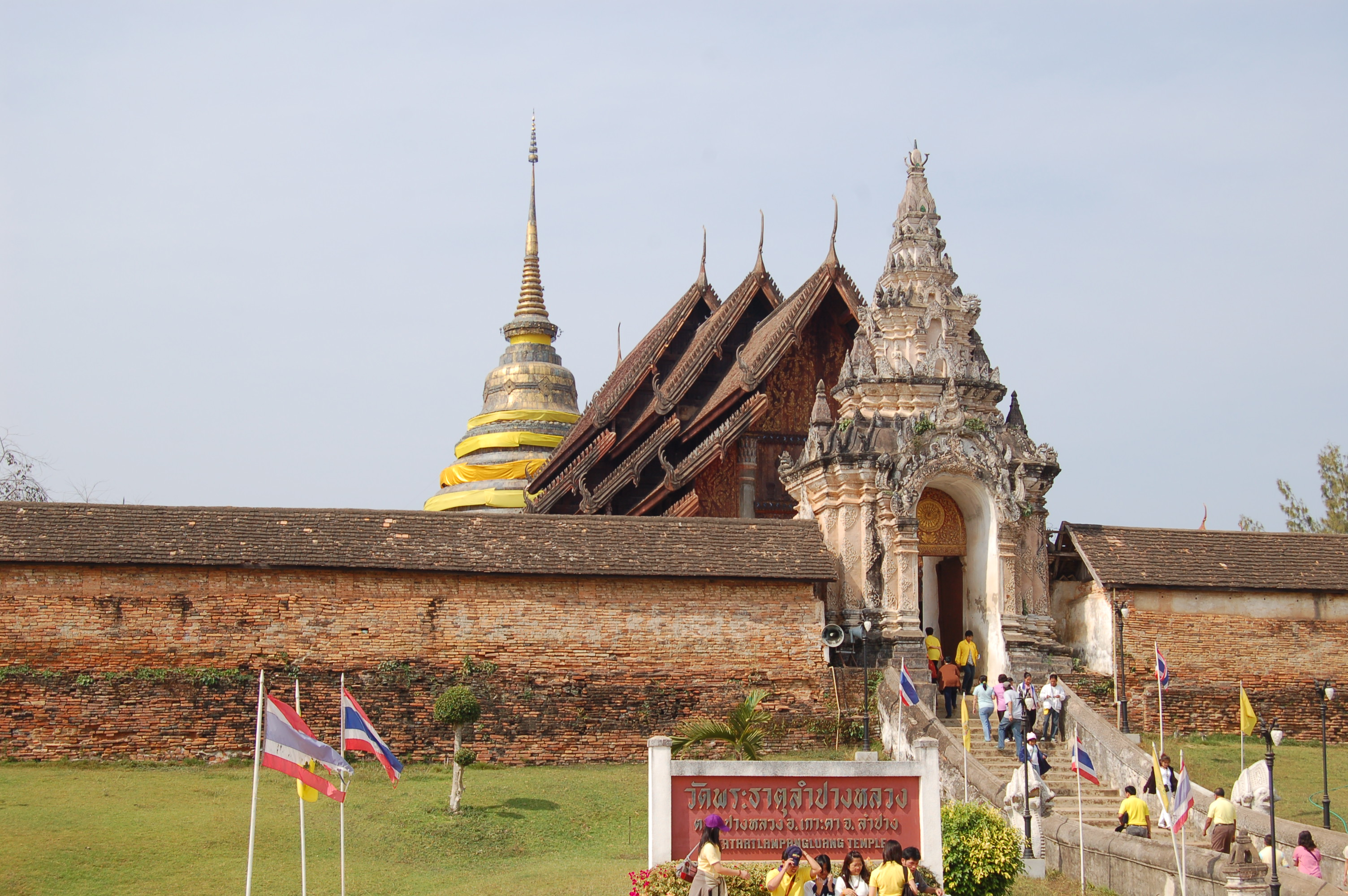
Escalier aux Naga, mur d'enceinte et porte d'entrée, Wihan principal et Chedi principal
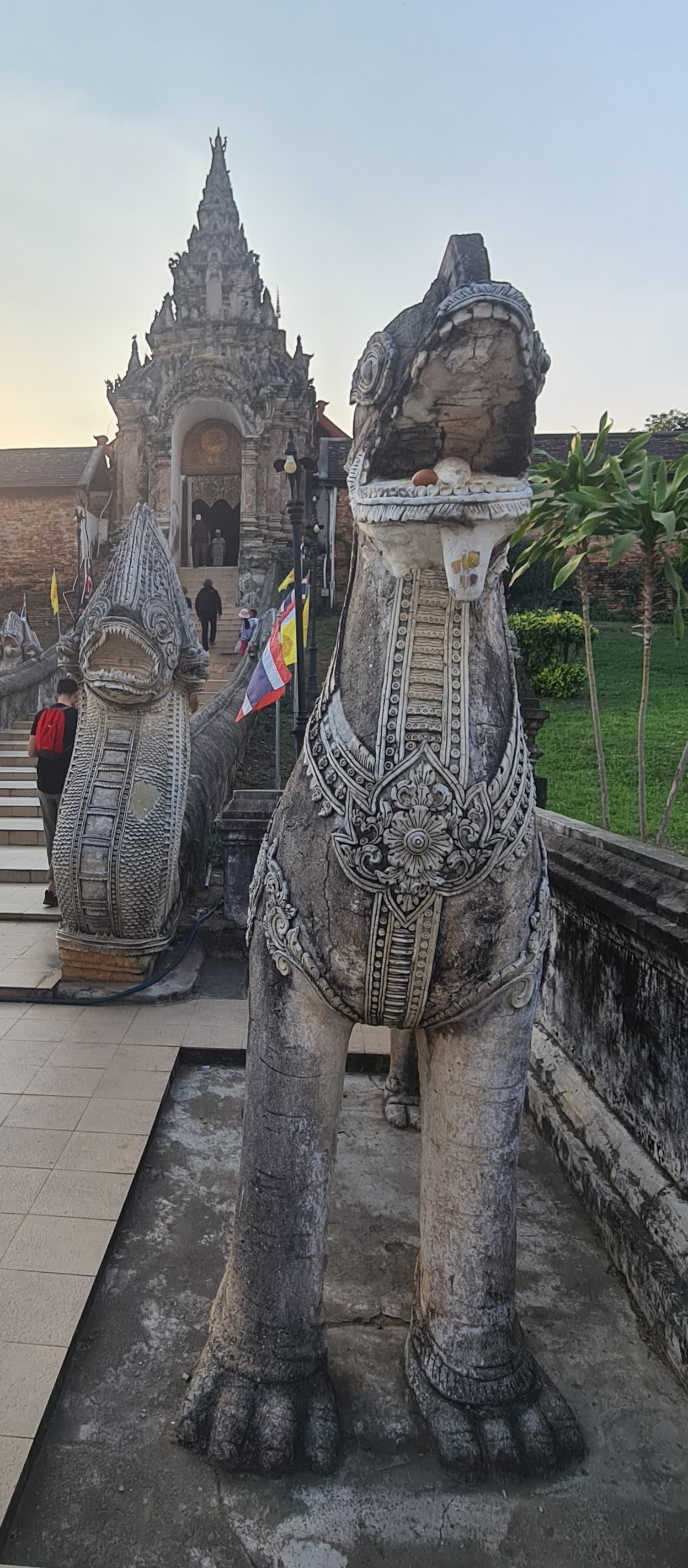
Statue de créature Lion-Singha, escalier aux nagas et entrée du temple bouddhiste
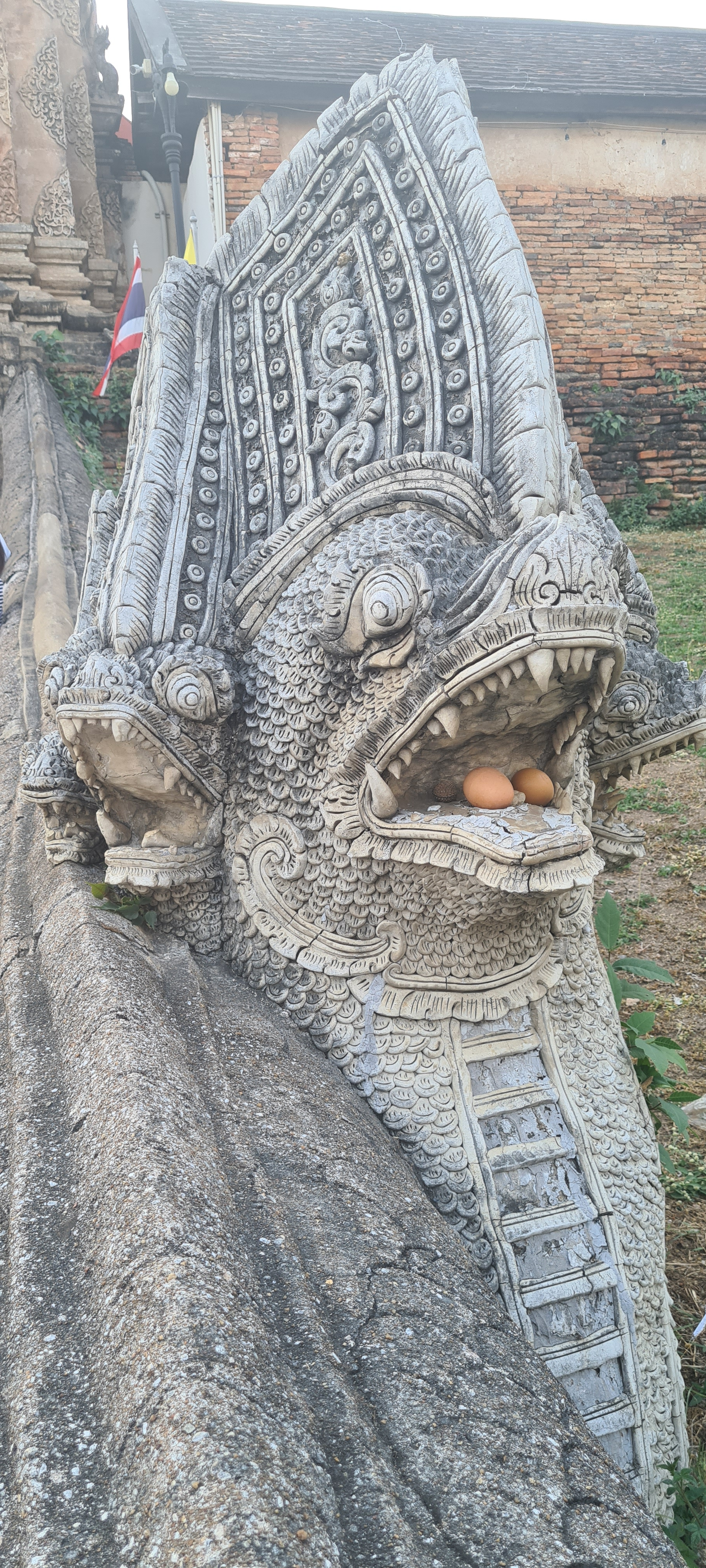
Naga de l'escalier d'accès au sanctuaire bouddhiste
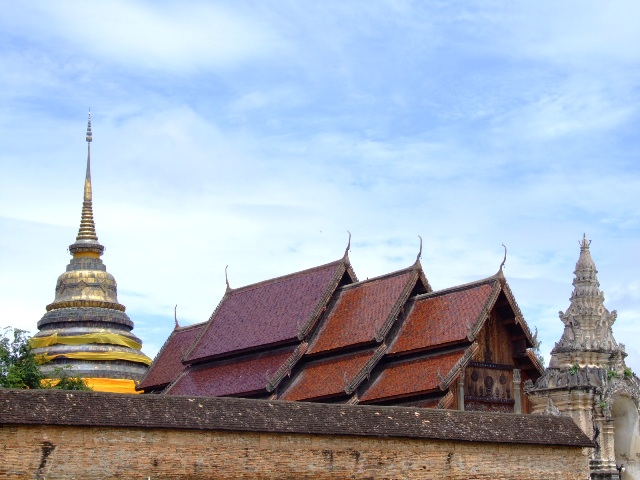
Mur d'enceinte, porte d'entrée, Wihan principal et Chedi principal (alignés sur un axe est-ouest de droite à gauche)
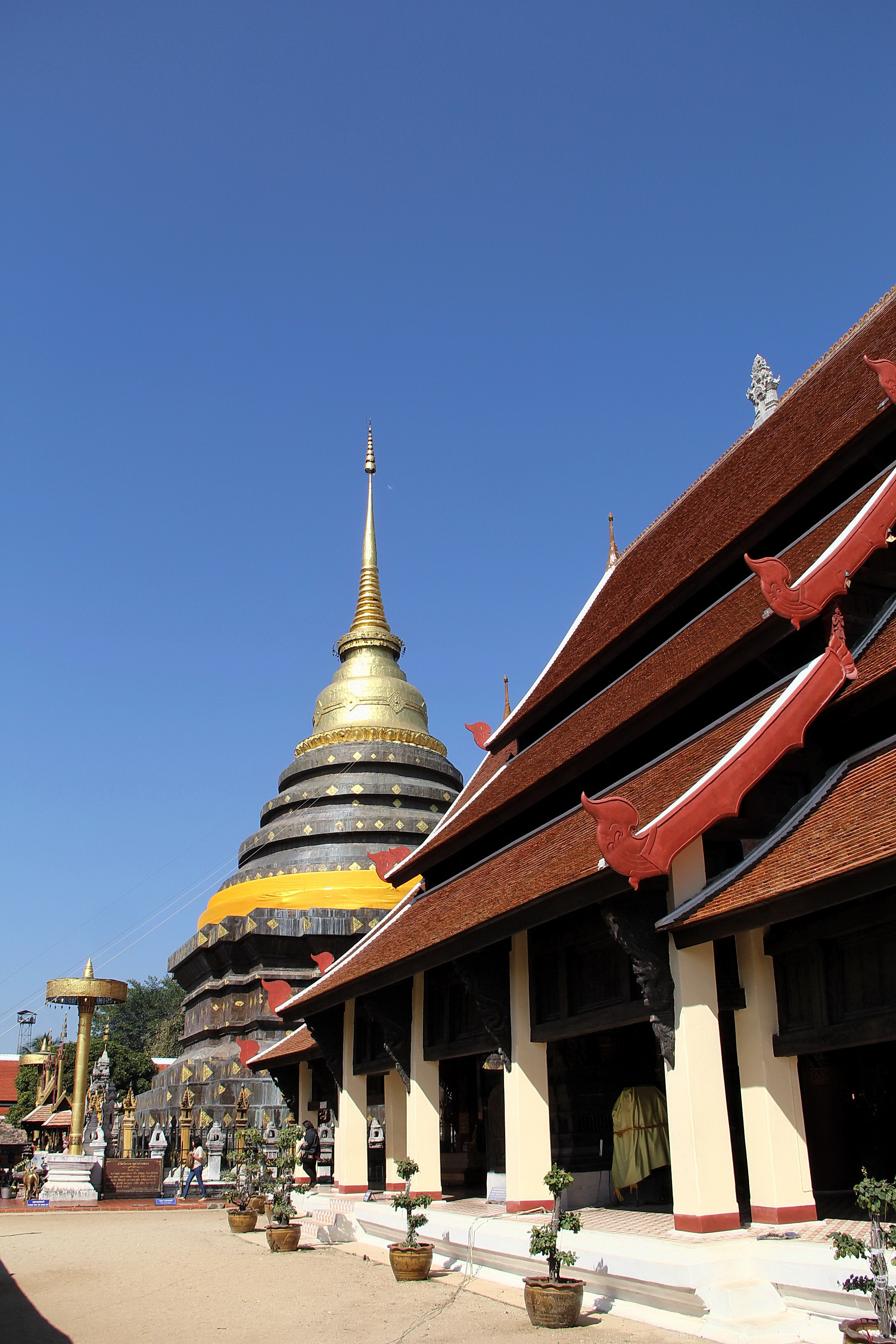
Wihan principal (salle d'assemblée de tous les croyants, religieux et laïcs) et Chedi principal (Stupa ; reliquaire)
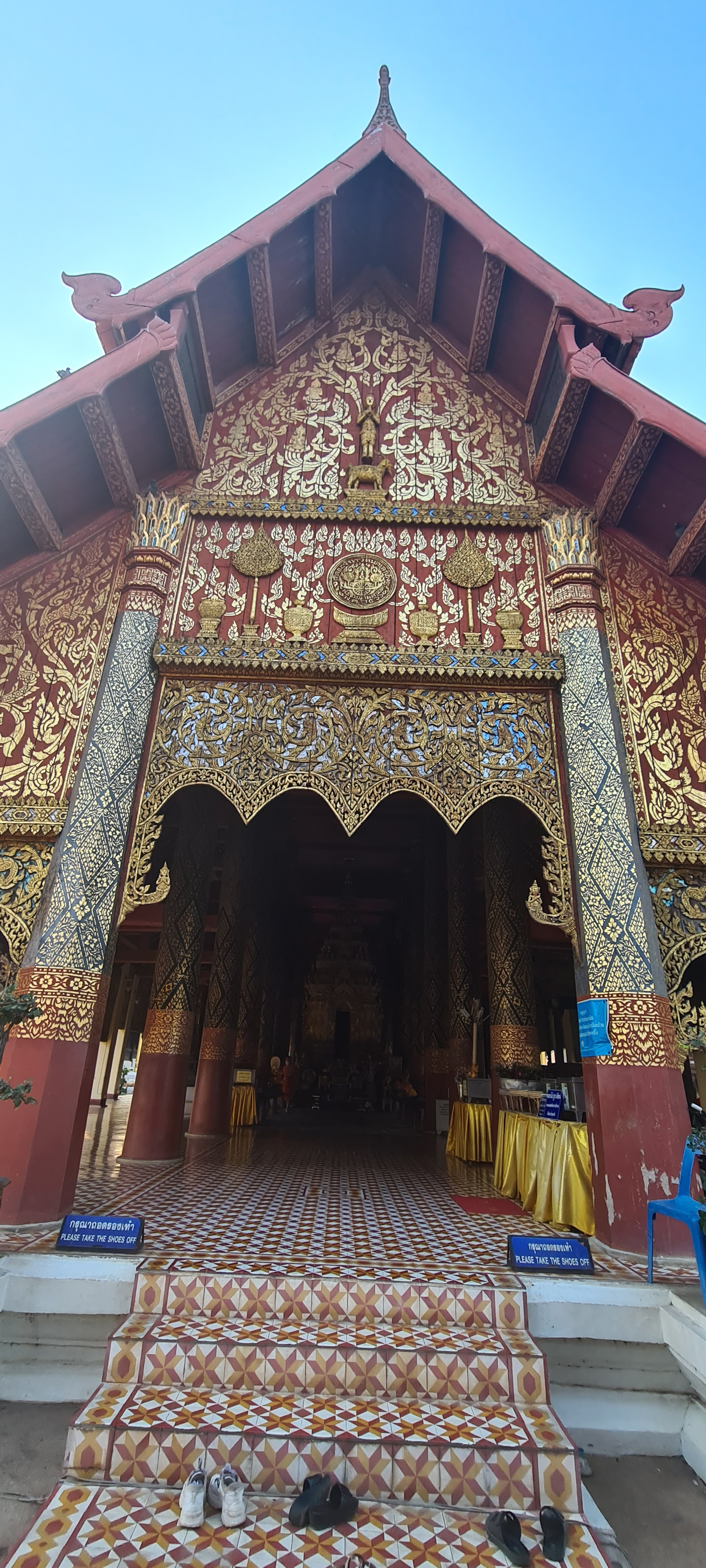
Entrée du Wihan principal, bâtiment de style Lanna construit en bois de teck en 1476
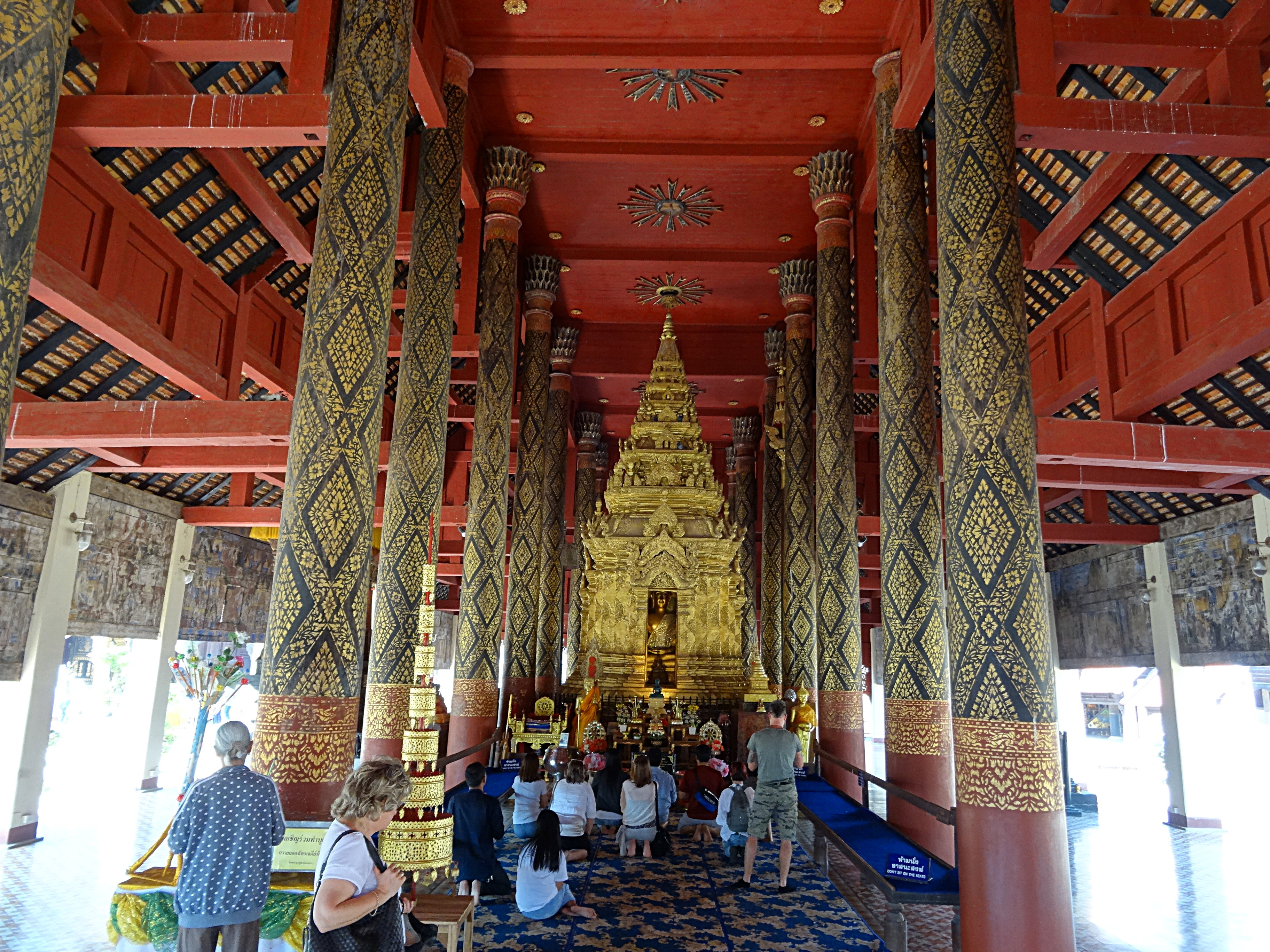
Intérieur du Wihan principal, ouvert de tous côtés, avec ses piliers décorés  de lai kham, des motifs dorés sur laque noire
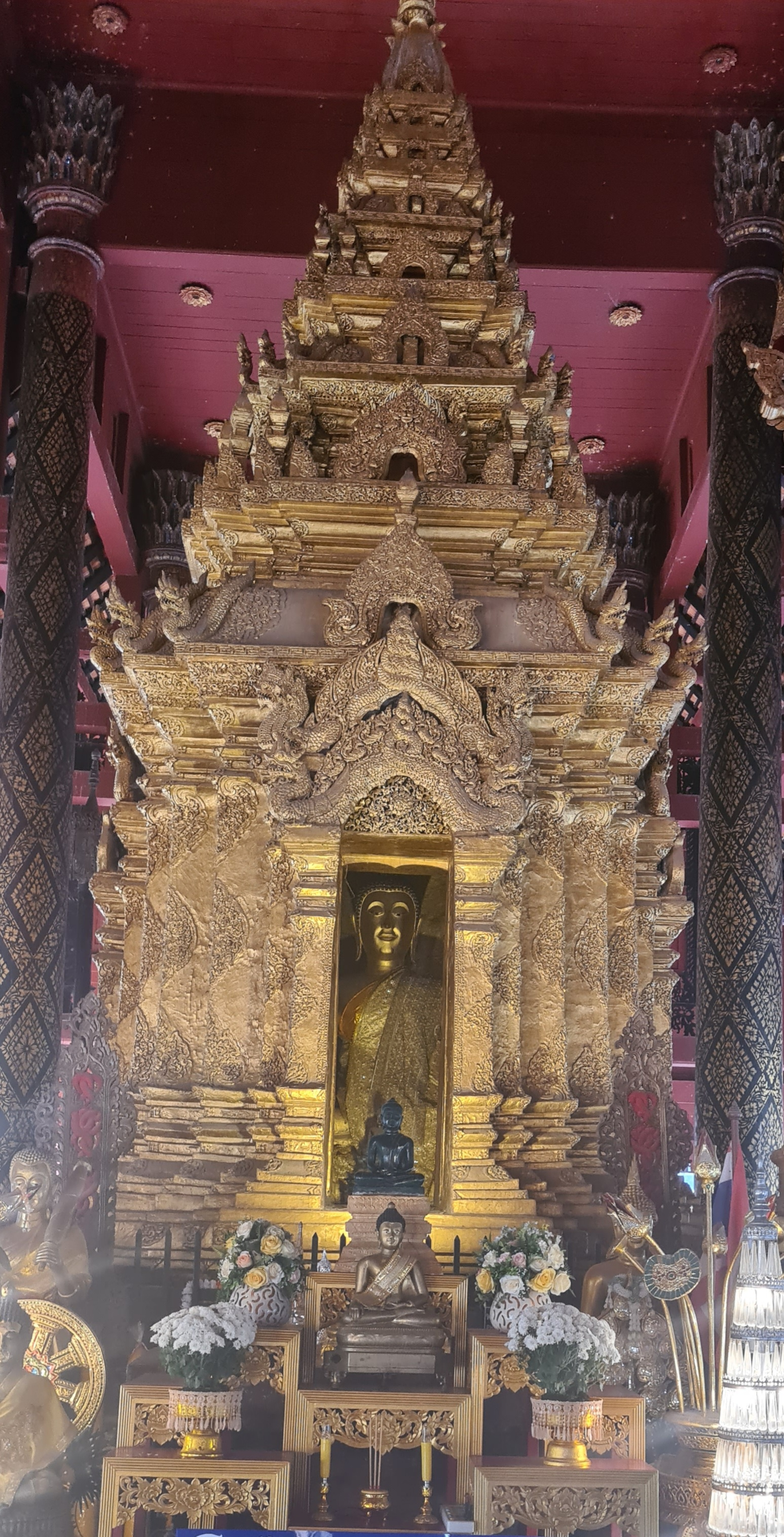
Ku, une structure de brique en forme de prang modèle réduit (1563) et statue du Bouddha "Phra Chao Lan Thong"
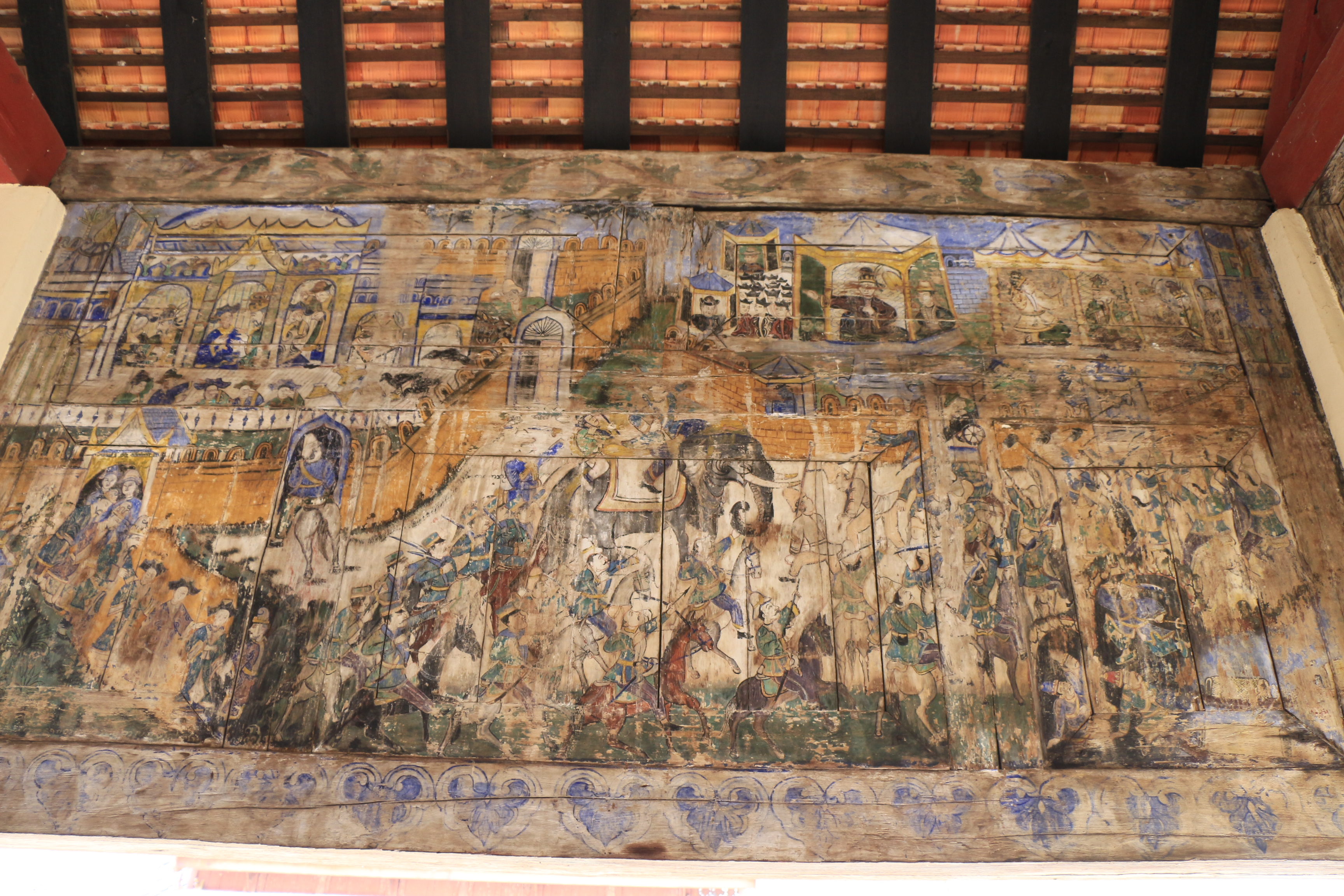
Panneau de bois peint au XIXe siècle avec éléphant et personnages portant des uniformes de puissances étrangères
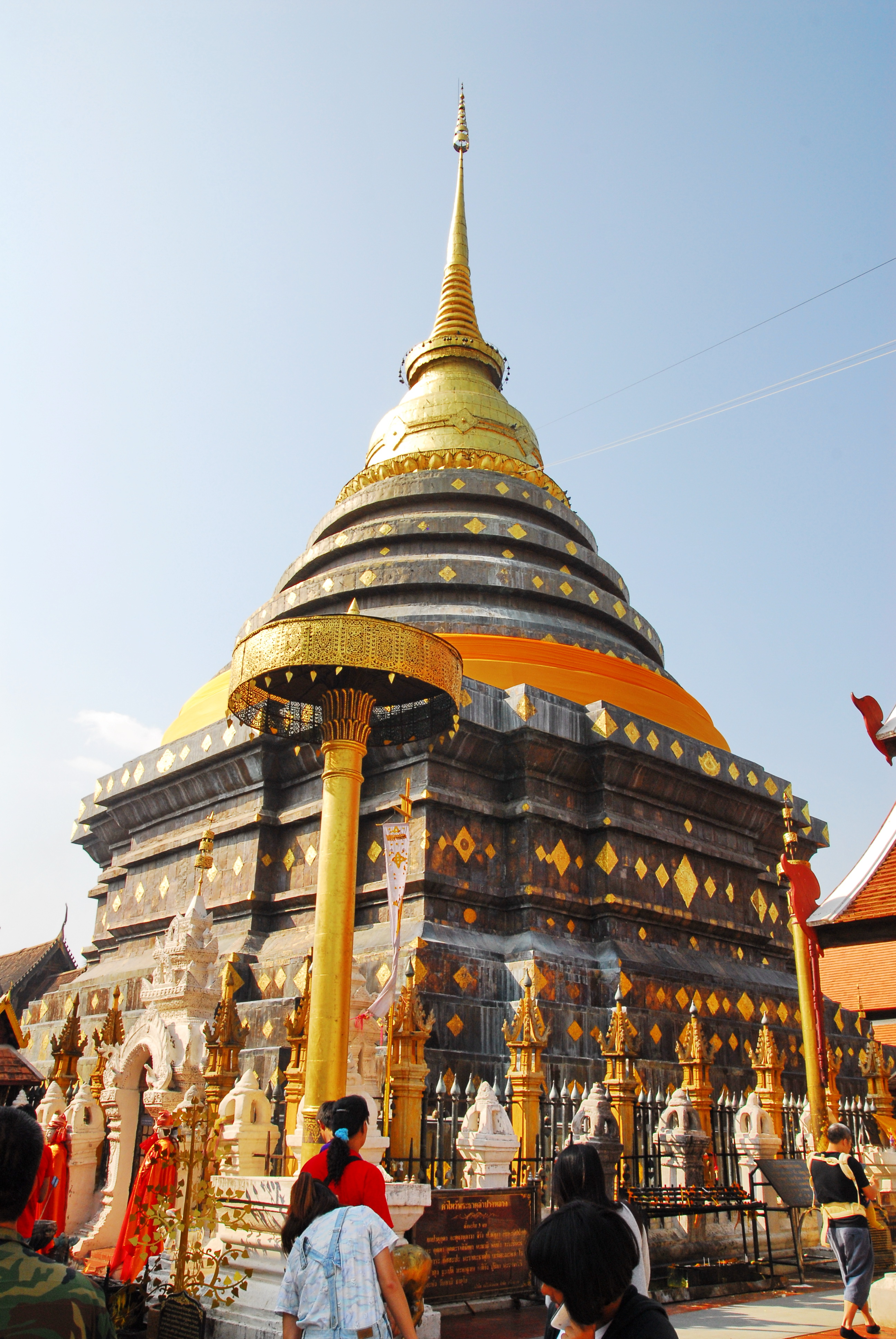
Chedi principal couvert de feuilles de bronze et cuivre (noirci avec le temps) qui abrite un cheveu de Bouddha (reconstruit au XVe siècle)

De nombreux temples de Lampang sont du style birman, notamment le Wat Sri Bunrueang et le Wat Pa Fang.
Le Wat Phra That Lampang Luang, situé sur le site de la vieille ville, est au contraire dans le style traditionnel du Lanna. Ses fresques du XIXe siècle sont renommées et son portail se trouve sur le sceau de la province.
Le Wat Phra Kaeo Don Tao, le principal temple bouddhiste de Lampang, sur la rive orientale de la Wang, aurait abrité le Bouddha d'émeraude entre 1436 et 1468.
Le Wat Phra That Chedi Sao (Temple des vingt chedis) est connu pour ses rangées de 20 stûpâs. Le Wat Prathat Jom Ping et le Wat Lai Hin, situés dans le district de Koh Ka, sont également renommés.
- (en) Cet article est partiellement ou en totalité issu de l’article de Wikipédia en anglais intitulé « Lampang » (voir la liste des auteurs).

## Lampang dans la littérature
Dans le deuxième tome de La Maison des Jeux (Le Voleur), écrit par la romancière britannique Claire North, l'un des protagonistes embarqué malgré lui dans une partie de cache-cache, arrive à Lampang en 1938, ville qui avait « conservé ses murailles, ses temples plaqués or, son goût pour les bananes épicées et sa fierté » d'ancienne capitale du royaume de Lanna.